# Alfred Seitz (Biologe, 1905)
Alfred Seitz (* 21. Februar 1905 in Gernsheim, Großherzogtum Hessen; † 2. August 1982 in Nürnberg) war ein österreichischer Ethologe und Ornithologe. Er war von 1950 bis 1970 Direktor des Nürnberger Tiergartens.

## Leben
Alfred Seitz wuchs in Wien auf, wo sein Vater Direktor einer großen Borax-Fabrik war. Auf dem Gelände dieser Fabrik befand sich ein Teich mit einem kleinen Schilfrohr-Bestand, in dem Zwergrohrdommeln brüteten. Da er nach dem Abitur (1924) eine Fotografenausbildung gemacht und sich schon früh für die fotografische Dokumentation des Verhaltens von Vögeln interessiert hatte, gelang es ihm, die Zwergrohrdommeln an seine Anwesenheit zu gewöhnen, sodass er ihre Brutpflege aus nächster Nähe beobachten konnte. Konrad Lorenz, der Seitz Ende der 1920er-Jahre kennenlernte, schrieb in einer Würdigung zum 60. Geburtstag von Alfred Seitz:

„Wie alle anderen Reiher brütet die Zwergrohrdommel vom ersten Ei ab, sodaß, bei der hohen Gelegezahl dieses Vogels, das älteste Junge oft eine gute Woche älter ist als das jüngste. Bei Grau-, Edel- und Purpurreihern genügt ein viel geringerer Altersunterschied, um dem jüngsten Vogel einer Brut fast alle Überlebensaussichten zu nehmen, da die Eltern das am wirksamsten bettelnde Junge am besten füttern. Junge Zwergrohrdommeln dagegen sind trotz ihrer hohen Zahl beim Ausfliegen fast genau gleich groß. Seitz löste das Rätsel: er zeigte mit schönen Bilddokumenten, wie die fütternden Alten die heftig bettelnden großen Jungen warten lassen und an ihnen vorüber selektiv die kleinsten füttern, auch wenn diese schlafen und erst wachgerüttelt werden müssen.“

Neben einer kaufmännischen Tätigkeit in den 1920er-Jahren und seinem Biologie-Studium in den 1930er-Jahren unterstützte Seitz die ethologischen Studien von Konrad Lorenz, unter anderem als ehrenamtlicher Kameramann. Auch nach der Jahrtausendwende ist eines dieser frühen verhaltensbiologischen Filmdokumente, die Ethologie der Graugans aus dem Jahr 1937, noch für Unterrichtszwecke über die Technische Informationsbibliothek online verfügbar. Im Jahr 1939 schloss Seitz sein Studium in der Arbeitsgruppe von Konrad Lorenz mit einer Doktorarbeit über die Paarbildung von Buntbarschen ab, deren Befunde auch in zwei Fachaufsätze eingingen, die „zu den klassischen Arbeiten der Ethologie“ gehören. Nach seinem Doktorat wurde Seitz noch im gleichen Jahr Kurator am Landesmuseum Burgenland in Eisenstadt. Bereits 1940 wurde er jedoch zum Militärdienst in der Wehrmacht einberufen, den er bis 1945 in Königsberg ableistete – als wissenschaftlicher Assistent von Konrad Lorenz, der im gleichen Jahr zum Professor für vergleichende Psychologie am Lehrstuhl für Psychologie der Philosophischen Fakultät der Universität Königsberg ernannt worden war.
Nach kurzer Kriegsgefangenschaft in Nowosibirsk ging Seitz 1946 nach Frankfurt am Main und assistierte Bernhard Grzimek beim Wiederaufbau des Frankfurter Zoos. 1950 wurde er zum Direktor des Nürnberger Tiergartens berufen und übte dieses Amt bis 1970 aus. In seine Amtszeit fiel unter anderem der Wiederaufbau des Affenhauses und der Löwen-, Flamingo- und Känguru-Gehege, des Flusspferdhauses, des Robbengeheges, außerdem die Gründung des Vereins der Tiergartenfreunde Nürnberg. Bereits 1959 hatte der Tierbestand wieder das „Vorkriegsniveau“ erreicht, 1964 zogen erstmals Giraffen in das neu erbaute Giraffenhaus ein. Neben und dank seiner hauptamtlichen Tätigkeit im Tiergarten forschte Seitz zudem jahrelang über die Verwandtschaftsverhältnisse der Hunde (Canidae), zu denen beispielsweise auch die Füchse, verschiedene als „Schakal“ bezeichnete Arten, Kojoten und Wölfe gehören.

## Belege
1. 1 2 3  Konrad Lorenz: Alfred Seitz 60 Jahre. In: Zeitschrift für Tierpsychologie. Band 22, Nr. 5, 1965, S. 600–602, Volltext
2. ↑  Konrad Lorenz: Ethologie der Graugans. Filmaufnahmen aus dem Jahr 1950, IWF Göttingen, doi:10.3203/IWF/C-560.
3. ↑  Alfred Seitz: Die Paarbildung bei einigen Cichliden. I. Die Paarbildung bei Astatotilapia strigigena Pfeffer. In: Zeitschrift für Tierpsychologie. Band 4, Nr. 1, 1940, S. 40–84, doi:10.1111/j.1439-0310.1940.tb00617.x 
 Alfred Seitz: Die Paarbildung bei einigen Cichliden. II. Die Paarbildung bei Hemichromis bimaeulatus Gill. In: Zeitschrift für Tierpsychologie. Band 5, Nr. 1, 1942, S. 74–101, doi:10.1111/j.1439-0310.1942.tb00648.x
4. ↑  Tiergarten Nürnberg: Der Landschaftszoo am Schmausenbuck und seine Direktoren. Auf: tiergarten.nuernberg.de, 2014, S. 43
5. ↑  100 Jahre Tiergarten Nürnberg. Auf: tiergarten.nuernberg.de, 2012, S. 42 (PDF)

| Personendaten    | Personendaten                             |
| ---------------- | ----------------------------------------- |
| NAME             | Seitz, Alfred                             |
| KURZBESCHREIBUNG | österreichischer Ethologe und Zoodirektor |
| GEBURTSDATUM     | 21. Februar 1905                          |
| GEBURTSORT       | Gernsheim                                 |
| STERBEDATUM      | 2. August 1982                            |
| STERBEORT        | Nürnberg                                  |